# Писменово
Писменово е село в Югоизточна България. То се намира в община Приморско, област Бургас.

## География
Селото е разположено на няколко Странджански хълма, с прекрасна гледка към Черно море и разположените наблизо морски курорти – Приморско (10 km) и Китен (11 km). Областния център Бургас е на 59 km. Разположено е сред дъбова гора, с невероятно разнообразие на животински видове. Местните хора са предимно пенсионери, като през летния сезон селото е посещавано от много туристи. Селото е част от атракциите на сафари и основните места, които трябва да посетите, са църквата в центъра на селото, параклиса, дърводелска работилница за производство на каци и бурета, нещо, което може да видите на малко места в България.

## История
През 1910, 1911 и 1912 година в покрайнините на днешното село Писменово се заселват братята Груд, Димитър, Стоян и Райко Арнаудови. Това, което ги подтиква да напуснат село Граматиково и да дойдат тук, са климатът и природните дадености на местността. Година по-късно (през 1913) към тях се присъединяват още 15 души от село Граматиково (около 25 км по сегашния път за Малко Търново през с. Визица). Първоначалното име на новото поселище е „Айсе кайряк“, но по-късно то бива преименувано на Писменово, тъй като по-голямата част от заселниците идват от с. Граматиково. През 1919 г. жителите на селото са построили училище, което се е намирало на мястото на днешното читалище. Няколко години по-късно (1948 г.) е издигнато по-голямо училище, което да може да посрещне нуждите от образование на вече разрасналото се село.
Първата църква в Писменово се е намирала на мястото на днешния параклис. Няколко години след това материали от тази църква са били използвани за градежа на църквата „Св. Димитър“, която се намира в центъра на селото.

## Население

### Етнически състав
Преброяване на населението през 2011 г.
Численост и дял на етническите групи според преброяването на населението през 2011 г.:
|                     | Численост |
| Общо                | 142       |
| Българи             | 16        |
| Турци               | -         |
| Цигани              | -         |
| Други               | -         |
| Не се самоопределят | -         |
| Неотговорили        | 124       |

## Редовни събития
Традиционен панаир на втори август всяка година, с провеждане на турнир по борба и участие на нестинари.